# Unión Juárez, Tila
Unión Juárez är en ort i Mexiko.   Den ligger i kommunen Tila och delstaten Chiapas, i den sydöstra delen av landet, 800 km öster om huvudstaden Mexico City. Unión Juárez ligger 1 151 meter över havet och antalet invånare är 1 012.
Terrängen runt Unión Juárez är huvudsakligen kuperad, men åt nordväst är den bergig. Terrängen runt Unión Juárez sluttar söderut. Runt Unión Juárez är det ganska tätbefolkat, med 65 invånare per kvadratkilometer. Närmaste större samhälle är Tila, 3,7 km nordväst om Unión Juárez. I omgivningarna runt Unión Juárez växer i huvudsak städsegrön lövskog.